# 飯島宗享
飯島 宗享（いいじま むねたか、1920年10月31日 - 1987年4月19日）は、日本の哲学研究者。

## 来歴
東京大学文学部哲学科卒、東洋大学講師、助教授、教授。キェルケゴール、シェーラーなどの実存哲学を研究、翻訳した。

## 著書
- 逆説 この譲れないもの 日本YMCA同盟出版部 1966
- 気分の哲学 失なわれた想像力を求めて 毎日新聞社 1970
- 論考・人間になること 実存的人間論 三一書房 1983.12
- 自己について 青土社 1989.9／未知谷 1992.10
- 実存思想 未知谷 2023.5

## 共編著
- 哲学者のことば 西洋哲学思想史、出隆共編、理想社、1959年
- 実存主義辞典、松浪信三郎共編、東京堂、1964年
- 西洋10大哲学 哲学の解明、富士書店、1966年
- 実存主義講座 第1-8、吉沢伝三郎共編、理想社、1968年-1974年
- キルケゴール研究、松浪信三郎共編、キルケゴール著作集 別巻、白水社、1968年
- 哲学概論、吉沢伝三郎・泉治典共編、以文社、1971年
- 哲学の名著12選、学陽書房、1972年（古田光、廣川洋一、中野幸次、竹田篤司、上妻精、飯島宗享、城塚登、岩永達郎、新田義弘、市倉宏祐による共編著）
- キルケゴール、平凡社、1976年 (世界の思想家15、のち改題 単独者と憂愁、未知谷、2012年12月)
- 現代10大哲学 現代哲学の課題、富士書店、1977年9月

## 翻訳
- ドン・ジュアン論 直接的エロスの諸段階・音楽的エロス キェルケゴール 塙書房、1947
- 美しき人生観 あれかこれか第１部（a-1）キェルケゴール 角川書店 1949（のち未知谷 2000.5）
- 初恋 あれかこれか 第1部（a-2） キェルケゴール 角川書店 1948（のち未知谷 2000.6）
- 誘惑者の日記 あれかこれか 第1部（a-3） キェルケゴール 角川書店 1948（文庫のち未知谷 2000.8）
- 結婚の美的権利 あれかこれか第2部（b-1）キェルケゴール 角川書店 1949（のち未知谷 2000.10）
- 現代の批判 キェルケゴール 創元社 1949 (哲学叢書)
- 死にいたる病 キェルケゴール 創元社 1952 (創元文庫) のち白水Uブックス 2008
- 現代の精神的状況 ヤスパース 世界大思想全集 河出書房 1954
- 理性の破壊 ルカーチ 暉峻凌三共訳 世界大思想全集 河出書房 1956
- 常識と核戦争 原水爆戦争はいかにして防ぐか バートランド・ラッセル 理想社 1959
- 実存哲学 その生けるものと死せるもの ハイネマン 岩永達郎共訳 理想社 1964 (実存主義叢書)
- 現代の政治意識 細尾登共訳 ヤスパース選集 理想社 1966-1976
- 不安の概念 キルケゴール(原佑共訳) 世界の大思想 第24巻 河出書房新社 1966
- イロニーの概念 福島保夫、鈴木正明共訳 キルケゴール著作集 白水社 1966
- 理性の破壊 暉峻凌三,生松敬三共訳 ルカーチ著作集 白水社 1968-1969
- 意志と表象としての世界 続編 2 塩屋竹男,岩波哲男共訳 ショーペンハウアー全集 白水社 1973
- カント全集 第9巻 宗教論 宇都宮芳明共訳 理想社 1974
- シェーラー著作集 社会学および世界観学論集 白水社 1977.11
- キルケゴールの講話・遺稿集 1-9（編）新地書房 1979-1983
- 美と倫理 あれかこれか第2部（b-2）キルケゴール 浜田恂子共訳 未知谷 2009.6

## 参考
- 飯島宗享教授略歴・主要翻訳書・主要著書 (故・飯島宗享教授追悼) 「白山哲学」1988-8